# BAE Mantis
Il BAE Systems Mantis è un APR britannico usato come dimostratore per la tecnologia UCAV. Il Mantis è mosso da due turboelica con una apertura alare di circa 22 m, è comparabile con lo MQ-9 Reaper statunitense. Gli altri partner coinvolti nella Fase 1 del programma Mantis sono il Ministero della Difesa britannico, Rolls-Royce, QinetiQ, GE Aviation, SELEX Galileo, Meggitt e Lola.

## Storia

### Sviluppo

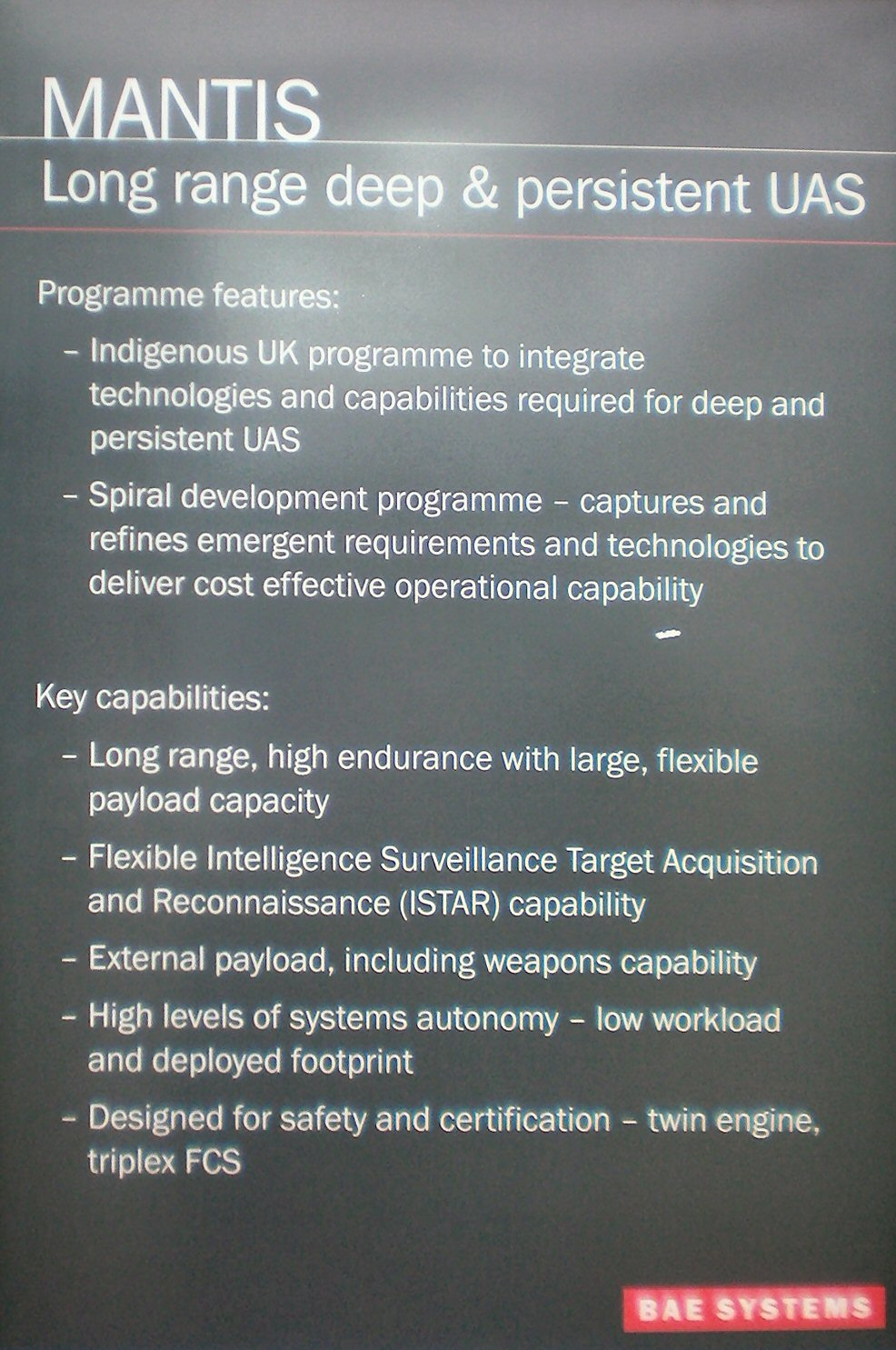
Descrizione del Mantis al Farnborough Airshow 2008

Lo sviluppo del Mantis iniziò negli ultimi mesi del 2007, una prima versione fu presentata al Farnborough International Air Show del 2008. La Fase 1 del velivolo Mantis, si aspetta che volerà nel 2009, sarà mosso da due turboelica Rolls-Royce RB250, anche se cambierà nelle future versioni, ed è inteso per avere un'autonomia di 24 ore. La Fase 1 è intesa per dimostrare le capacità del prototipo BAE Systems ed è focalizzata sulla valutazione del sistema di controllo autonomo. Le fasi più avanzate saranno valutate per compiti civili e varianti armate.
La grande cupola sul davanti, che ricorda il posto di pilotaggio di un aereo classico, contiene un sistema di comunicazione via satellite.